# عبد الهادي السكتيوي
عبد الهادي السكتيوي  (1965 المغرب) هو لاعب كرة قدم مغربي سابق. وهو الشقيق الأكبر لللاعب طارق السكتيوي.